# アポロニウスの球充填

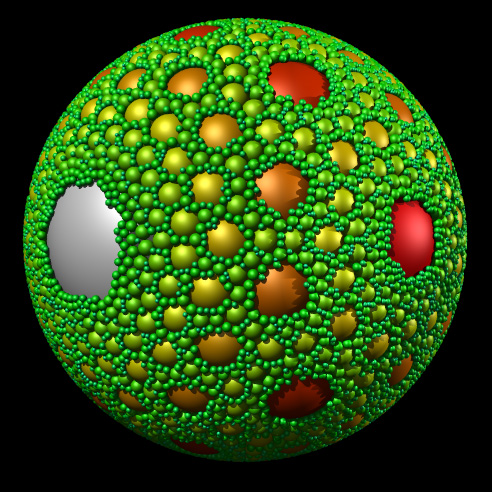
アポロニウスの球充填

アポロニウスの球充填は、互いに外接する4つの球について、その全てに接する球をさらに追加するという操作を繰り返して得られる無限球充填である。三次元のフラクタル図形の一種。
アポロニウスのギャスケットの三次元拡張にあたる。
そのフラクタル次元は2.473946 ±10-6である。
アポロニウスの球充填の生成と可視化ができる、ApolFracというソフトウェアが公開されている。